# Perissopneumon tamarindus
Perissopneumon tamarindus är en insektsart som först beskrevs av Green 1908.  Perissopneumon tamarindus ingår i släktet Perissopneumon och familjen pärlsköldlöss. Inga underarter finns listade i Catalogue of Life.